# Svoge
Svoge (búlgaro:Своге) é uma cidade da Bulgária, localizada no distrito de Sófia. A sua população era de 8,126 habitantes segundo o censo de 2010.

## População
| Svoge | Svoge | Svoge | Svoge | Svoge | Svoge | Svoge | Svoge | Svoge | Svoge | Svoge | Svoge | Svoge | Svoge | Svoge | Svoge | Svoge | Svoge | Svoge | Svoge |
| --- | ----- | ----- | ----- | ----- | ----- | ----- | ----- | ----- | ----- | ----- | ----- | ----- | ----- | ----- | ----- | ----- | ----- | ----- | ----- |
| Ano | 1887  | 1910  | 1934  | 1946  | 1956  | 1965  | 1975  | 1985  | 1992  | 2001  | 2002  | 2003  | 2004  | 2005  | 2006  | 2007  | 2008  | 2009  | 2010  |
| População |       |       |       | …     | …     | 6,008 | 7,698 | 8,343 | 8,410 | 8,604 | 8,559 | 8,508 | 8,410 | 8,348 | 8,259 | 8,230 | 8,211 | 8,190 | 8,126 |
| Fontes: Instituto Nacional de Estatísticas, „citypopulation.de“, „pop-stat.mashke.org“, Bulgarian Academy of Sciences |       |       |       |       |       |       |       |       |       |       |       |       |       |       |       |       |       |       |       |